# Élections municipales de 2026 dans l'Ariège
Pour un article plus général, voir Élections municipales françaises de 2026.
Les élections municipales dans l'Ariège sont prévues en mars 2026. Cette page ne traite que les communes de 2 000 habitants et plus dans l'Ariège.

## Résultats à l'échelle du département

### Maires sortants et maires élus
| Commune             | Population (en 2022) | Maire sortant(e)     | Parti | Parti | Maire élu(e) | Parti | Parti |
| ------------------- | -------------------- | -------------------- | ----- | ----- | ------------ | ----- | ----- |
| Foix                | 9 731                | Marine Bordes        |       | PS    |              |       |       |
| Laroque-d'Olmes     | 2 414                | Patrick Laffont      |       | PS    |              |       |       |
| Lavelanet           | 6 018                | Marc Sanchez         |       | PS    |              |       |       |
| Lézat-sur-Lèze      | 2 341                | Jean-Claude Courneil |       | PS    |              |       |       |
| Mazères             | 3 866                | Louis Marette        |       | LR    |              |       |       |
| Mirepoix            | 3 106                | Xavier Caux          |       | PS    |              |       |       |
| Pamiers             | 16 512               | Frédérique Thiennot  |       | DVC   |              |       |       |
| Saint-Girons        | 6 129                | Jean-Noël Vigneau    |       | SE    |              |       |       |
| Saint-Jean-du-Falga | 2 864                | Michel Doussat       |       | PS    |              |       |       |
| Saverdun            | 4 808                | Philippe Calleja     |       | LR    |              |       |       |
| Tarascon-sur-Ariège | 3 060                | Alain Sutra          |       | PRG   |              |       |       |
| La Tour-du-Crieu    | 3 268                | Sophie Bayard        |       | SE    |              |       |       |
| Varilhes            | 3 491                | Martine Esteban      |       | PS    |              |       |       |
| Verniolle           | 2 381                | Annie Bouby          |       | PS    |              |       |       |

### Résultats en nombre de maires
| Partis       | Partis                  | Maires sortants | Maires élus | Évolution |
| ------------ | ----------------------- | --------------- | ----------- | --------- |
|              | Parti socialiste        | 8               |             |           |
|              | Parti radical de gauche | 1               |             |           |
| Total gauche | Total gauche            | 9               |             |           |
|              | Les Républicains        | 2               |             |           |
| Total droite | Total droite            | 2               |             |           |
|              | Divers centre           | 1               |             |           |
| Total centre | Total centre            | 1               |             |           |
|              | Sans étiquette          | 2               |             |           |
| Total        | Total                   | 14              | 14          | -         |

## Résultats dans les communes de plus de 2 000 habitants

### Foix
- Maire sortante : Marine Bordes (PS)
- 29 sièges à pourvoir au conseil municipal (population légale 2022 : 9 731 habitants)
- 17 sièges à pourvoir au conseil communautaire (CA PAys Foix-Varilhes)

| Tête de liste | Tête de liste | Parti(s) | Nuance | Premier tour | Premier tour | Second tour | Second tour | Sièges | Sièges |
| Tête de liste | Tête de liste | Parti(s) | Nuance | Voix         | %            | Voix        | %           | CM     | CC     |
| ------------- | ------------- | -------- | ------ | ------------ | ------------ | ----------- | ----------- | ------ | ------ |

### Laroque-d'Olmes
- Maire sortant : Patrick Laffont (PS)
- 19 sièges à pourvoir au conseil municipal (population légale 2022 : 2 414 habitants)
- 6 sièges à pourvoir au conseil communautaire (CC du Pays d'Olmes)

| Tête de liste | Tête de liste | Parti(s) | Nuance | Premier tour | Premier tour | Second tour | Second tour | Sièges | Sièges |
| Tête de liste | Tête de liste | Parti(s) | Nuance | Voix         | %            | Voix        | %           | CM     | CC     |
| ------------- | ------------- | -------- | ------ | ------------ | ------------ | ----------- | ----------- | ------ | ------ |

### Lavelanet
- Maire sortant : Marc Sanchez (PS)
- 29 sièges à pourvoir au conseil municipal (population légale 2022 : 6 018 habitants)
- 17 sièges à pourvoir au conseil communautaire (CC du Pays d'Olmes)

| Tête de liste | Tête de liste | Parti(s) | Nuance | Premier tour | Premier tour | Second tour | Second tour | Sièges | Sièges |
| Tête de liste | Tête de liste | Parti(s) | Nuance | Voix         | %            | Voix        | %           | CM     | CC     |
| ------------- | ------------- | -------- | ------ | ------------ | ------------ | ----------- | ----------- | ------ | ------ |

### Lézat-sur-Lèze
- Maire sortant : Jean-Claude Courneil (PS)
- 19 sièges à pourvoir au conseil municipal (population légale 2022 : 2 341 habitants)
- 9 sièges à pourvoir au conseil communautaire (CC Arize Lèze)

| Tête de liste | Tête de liste | Parti(s) | Nuance | Premier tour | Premier tour | Second tour | Second tour | Sièges | Sièges |
| Tête de liste | Tête de liste | Parti(s) | Nuance | Voix         | %            | Voix        | %           | CM     | CC     |
| ------------- | ------------- | -------- | ------ | ------------ | ------------ | ----------- | ----------- | ------ | ------ |

### Mazères
- Maire sortant : Louis Marette (LR)
- 27 sièges à pourvoir au conseil municipal (population légale 2022 : 3 866 habitants)
- 5 sièges à pourvoir au conseil communautaire (CC des Portes d'Ariège Pyrénées)

| Tête de liste | Tête de liste | Parti(s) | Nuance | Premier tour | Premier tour | Second tour | Second tour | Sièges | Sièges |
| Tête de liste | Tête de liste | Parti(s) | Nuance | Voix         | %            | Voix        | %           | CM     | CC     |
| ------------- | ------------- | -------- | ------ | ------------ | ------------ | ----------- | ----------- | ------ | ------ |

### Mirepoix
- Maire sortant : Xavier Caux (PS)
- 23 sièges à pourvoir au conseil municipal (population légale 2022 : 3 106 habitants)
- 14 sièges à pourvoir au conseil communautaire (CC du Pays de Mirepoix)

| Tête de liste            | Tête de liste | Parti(s) | Nuance | Premier tour | Premier tour | Second tour | Second tour | Sièges | Sièges |
| Tête de liste            | Tête de liste | Parti(s) | Nuance | Voix         | %            | Voix        | %           | CM     | CC     |
| ------------------------ | ------------- | -------- | ------ | ------------ | ------------ | ----------- | ----------- | ------ | ------ |
|                          | Xavier Caux,  | PS       |        |              |              |             |             |        |        |
|                          |               |          |        |              |              |             |             |        |        |
| Exprimés                 |               |          |        |              |              |             |             |        |        |
| Votes blancs             |               |          |        |              |              |             |             |        |        |
| Votes nuls               |               |          |        |              |              |             |             |        |        |
| Total                    | Total         | Total    | Total  |              | 100          |             | 100         | 23     | 14     |
| Absentions               |               |          |        |              |              |             |             |        |        |
| Inscrits / participation |               |          |        |              |              |             |             |        |        |

### Pamiers
- Maire sortante : Frédérique Thiennot (DVC)
- 33 sièges à pourvoir au conseil municipal (population légale 2022 : 16 512 habitants)
- 21 sièges à pourvoir au conseil communautaire (CC des Portes d'Ariège Pyrénées)

| Tête de liste            | Tête de liste        | Parti(s) | Nuance | Premier tour | Premier tour | Second tour | Second tour | Sièges | Sièges |
| Tête de liste            | Tête de liste        | Parti(s) | Nuance | Voix         | %            | Voix        | %           | CM     | CC     |
| ------------------------ | -------------------- | -------- | ------ | ------------ | ------------ | ----------- | ----------- | ------ | ------ |
|                          | Jean-Philippe Sannac | SE       |        |              |              |             |             |        |        |
|                          | Frédérique Thiennot, | DVC      |        |              |              |             |             |        |        |
|                          |                      |          |        |              |              |             |             |        |        |
| Exprimés                 |                      |          |        |              |              |             |             |        |        |
| Votes blancs             |                      |          |        |              |              |             |             |        |        |
| Votes nuls               |                      |          |        |              |              |             |             |        |        |
| Total                    | Total                | Total    | Total  |              | 100          |             | 100         | 33     | 21     |
| Absentions               |                      |          |        |              |              |             |             |        |        |
| Inscrits / participation |                      |          |        |              |              |             |             |        |        |

### Saint-Girons
- Maire sortant : Jean-Noël Vigneau (SE)
- 29 sièges à pourvoir au conseil municipal (population légale 2022 : 6 129 habitants)
- 17 sièges à pourvoir au conseil communautaire (CC Courserans-Pyrénées)

| Tête de liste | Tête de liste | Parti(s) | Nuance | Premier tour | Premier tour | Second tour | Second tour | Sièges | Sièges |
| Tête de liste | Tête de liste | Parti(s) | Nuance | Voix         | %            | Voix        | %           | CM     | CC     |
| ------------- | ------------- | -------- | ------ | ------------ | ------------ | ----------- | ----------- | ------ | ------ |

### Saint-Jean-du-Falga
- Maire sortant : Michel Doussat (PS)
- 23 sièges à pourvoir au conseil municipal (population légale 2022 : 2 864 habitants)
- 4 sièges à pourvoir au conseil communautaire (CC des Portes d'Ariège Pyrénées)

| Tête de liste | Tête de liste | Parti(s) | Nuance | Premier tour | Premier tour | Second tour | Second tour | Sièges | Sièges |
| Tête de liste | Tête de liste | Parti(s) | Nuance | Voix         | %            | Voix        | %           | CM     | CC     |
| ------------- | ------------- | -------- | ------ | ------------ | ------------ | ----------- | ----------- | ------ | ------ |

### Saverdun
- Maire sortant : Philippe Calleja (LR)
- 27 sièges à pourvoir au conseil municipal (population légale 2022 : 4 808 habitants)
- 6 sièges à pourvoir au conseil communautaire (CC des Portes d'Ariège Pyrénées)

| Tête de liste | Tête de liste | Parti(s) | Nuance | Premier tour | Premier tour | Second tour | Second tour | Sièges | Sièges |
| Tête de liste | Tête de liste | Parti(s) | Nuance | Voix         | %            | Voix        | %           | CM     | CC     |
| ------------- | ------------- | -------- | ------ | ------------ | ------------ | ----------- | ----------- | ------ | ------ |

### Tarascon-sur-Ariège
- Maire sortant : Alain Sutra (PRG)
- 23 sièges à pourvoir au conseil municipal (population légale 2022 : 3 060 habitants)
- 13 sièges à pourvoir au conseil communautaire (CC du Pays de Tarascon)

| Tête de liste | Tête de liste | Parti(s) | Nuance | Premier tour | Premier tour | Second tour | Second tour | Sièges | Sièges |
| Tête de liste | Tête de liste | Parti(s) | Nuance | Voix         | %            | Voix        | %           | CM     | CC     |
| ------------- | ------------- | -------- | ------ | ------------ | ------------ | ----------- | ----------- | ------ | ------ |

### La Tour-du-Crieu
- Maire sortante : Sophie Bayard (SE)
- 23 sièges à pourvoir au conseil municipal (population légale 2022 : 3 268 habitants)
- 4 sièges à pourvoir au conseil communautaire (CC des Portes d'Ariège Pyrénées)

| Tête de liste | Tête de liste | Parti(s) | Nuance | Premier tour | Premier tour | Second tour | Second tour | Sièges | Sièges |
| Tête de liste | Tête de liste | Parti(s) | Nuance | Voix         | %            | Voix        | %           | CM     | CC     |
| ------------- | ------------- | -------- | ------ | ------------ | ------------ | ----------- | ----------- | ------ | ------ |

### Varilhes
- Maire sortante : Martine Esteban (PS)
- 23 sièges à pourvoir au conseil municipal (population légale 2022 : 3 491 habitants)
- 6 sièges à pourvoir au conseil communautaire (CA Pays Foix-Varilhe)

| Tête de liste | Tête de liste | Parti(s) | Nuance | Premier tour | Premier tour | Second tour | Second tour | Sièges | Sièges |
| Tête de liste | Tête de liste | Parti(s) | Nuance | Voix         | %            | Voix        | %           | CM     | CC     |
| ------------- | ------------- | -------- | ------ | ------------ | ------------ | ----------- | ----------- | ------ | ------ |

### Verniolle
- Maire sortante : Annie Bouby (PS)
- 19 sièges à pourvoir au conseil municipal (population légale 2022 : 2 381 habitants)
- 4 sièges à pourvoir au conseil communautaire (CA Pays Foix-Varilhe)

| Tête de liste | Tête de liste | Parti(s) | Nuance | Premier tour | Premier tour | Second tour | Second tour | Sièges | Sièges |
| Tête de liste | Tête de liste | Parti(s) | Nuance | Voix         | %            | Voix        | %           | CM     | CC     |
| ------------- | ------------- | -------- | ------ | ------------ | ------------ | ----------- | ----------- | ------ | ------ |